# 朱觀燖
鉅野惠榮王朱觀燖（1530年—1572年），明朝魯藩第五代鉅野王，鉅野端肅王朱健櫏的庶第二子，母為夫人劉氏。

## 生平
嘉靖三十四年（1555年），鉅野端肅王朱健櫏去世。嘉靖三十六年（1557年）七月，朱觀燖襲封鉅野王。
隆慶六年（1572年），朱觀燖去世，享年四十三歲，諡號惠榮。因其無子，鉅野王的封爵被廢除，由其弟鎮國將軍朱觀灮管理府事。隆武元年（1645年），朱壽襲爵。

## 家庭

### 妻
- 蔣氏，嘉靖三十六年（1557年）七月冊為鉅野王妃[3]。